# MAN Latin America
 (mai 2022).
MAN Latin América Indústria e Comércio de Veículos Ltda. - (MAN L.A.) est un constructeur de camions basé à São Paulo, au Brésil. L'entreprise appartient au groupe allemand MAN SE et a opéré sous le nom de Volkswagen Caminhões e Ônibus jusqu'en 2008. La marque Volkswagen Caminhões e Ônibus continuera à être connue sous le nom de "Volkswagen", même après que l'entreprise ait changé son nom en "MAN Latin America".
En 2020, la direction du groupe Volkswagen décide que tous les camions commercialisés au Brésil porteront le logo VW et seront distribués par la nouvelle société Volkswagen Caminhões e Ônibus (VWCO). MAN Latin America et la marque MAN disparaissent du marché brésilien en fin d'année 2021. 

## Historique

### Origines
Les débuts de la marque remontent à Simca-Fiat, qui a fondé sa filiale brésilienne Simca do Brasil en 1958. En 1966, Chrysler rachète d'abord 92% de Simca do Brasil et un an plus tard la totalité. Chrysler produit des camions Dodge à partir de 1969.
En 1979, Chrysler se retire du pays et cède 67% de Chrysler Motors do Brasil Ltdal à Volkswagen AG. qui rachète le solde un an plus tard. 
En novembre 1996, l'usine principale actuelle de Resende - (RJ), a été agrandie. Elle se situe à environ 150 km de la capitale Rio de Janeiro et 250 km de São Paulo. Une usine a été ouverte en 2004 au Mexique et en 2007, la production de camions a commencé dans une usine en Afrique du Sud.
En 2000, la division camions et bus est officiellement devenue une partie de "Volkswagen Commercial Vehicles do Brasil Ltda".

### Rachat par MAN SE
En décembre 2008, Volkswagen AG, qui détient 30% de MAN SE, vend sa filiale brésilienne Trucks & Bus, Volkswagen Commercial Vehicles do Brasil, à MAN SE pour 1,175 milliard d'euros. La société, qui avait débuté la production de camions en 1996, devient MAN America Latina Ltda. commercialisant la majorité de ses camions lourds et bus sous Volkswagen Caminhões e Ônibus, aux côtés des produits MAN Truck & Bus. Les principaux marchés de vente sont le Brésil, l'Argentine, le Mexique, les autres pays d'Amérique du Sud et d'Amérique centrale, ainsi que l'Afrique et le Moyen-Orient.
En 2011, alors que Volkswagen AG ne possède qu'une faible majorité du capital de MAN SE, elle assume la direction opérationnelle de la société.
En 2012, 5 ans après l'Europe, MAN A.L. lance le camion lourd MAN TGX en 3 versions : TGX 28.440 (6x2), le TGX 29.440 (6x4) et le TGX 33.440 (6x4), tous équipés d'un moteur 12 litres MAN D26 développant 440 chevaux et d'une boîte de vitesses ZF. L'assemblage est réalisé à l'aide de kits CKD importés d'Allemagne. 

### Disparition de MAN Latin America
En 2020, la direction du groupe Volkswagen décide que tous les camions commercialisés au Brésil porteront le logo VW. La nouvelle société Volkswagen Caminhões e Ônibus (VWCO) confirme que le remplaçant du MAN TGX, le seul arborant encore le logo MAN, sera la nouvelle version du Volkswagen Constellation, lancé en 2005. L'assemblage du camion MAN TGX est arrêté en fin d'année 2021 et la marque MAN disparaît du marché brésilien,.
Le MAN GTX va être assemblé jusqu'en 2021. En raison de son coût de fabrication très élevé, Volkswagen Caminhões e Ônibus (VWCO) décide d'en arrêter la production. Par la même occasion, Volkswagen Caminhões e Ônibus retire MAN des marchés d'Amérique Latine mais assurera le service après vente des pièces détachées. Le remplaçant du MAN TGX sera le Volkswagen Constellation. 
Le 1er septembre 2021, les sociétés MAN Truck & Bus, Neoplan, Scania, Fabryka Samochodów Ciężarowych „Star”, Volkswagen Caminhões e Ônibus et Navistar, dépendant du groupe Volkswagen AG, sont regroupées dans la holding Traton (en) Group, basée à Munich.

## Chiffres de production
L'entreprise était un des leaders  du marché brésilien, 2ème derrière Mercedes-Benz et devant IVECO. En 2008, 46.029 camions et 9.969 châssis d'autobus ont été produits, soit 27,5% et 22,6% du total construit au Brésil. Les immatriculations étaient de 37.112 camions et 7.862 autobus soit une part de marché respectivement de 29,27 % et 28,13 % ; en 2021, 37.462 camions et 3.695 châssis d'autobus immatriculés soit respectivement 29,11% et 26,27%. L'usine de Resende - (RJ) employait 6.000 personnes en 2008.

## Modèles actuels fabriqués au Brésil
- Camions
  - Delivery Express - version utilitaire du Delivery (3,5 tonnes) lancée en 2017,
  - Delivery II - camion léger (3,5-13 tonnes) lancé en 2017[9],
  - e-Delivery - version électrique du Delivery (11-14 tonnes) lancée en 2020[10],
  - Worker - camion moyen tonnage 8-30 tonnes, lancé en ,
  - Meteor - camion lourd 13-44 tonnes, version allégée du MAN TGW sous logo VW, lancé en automne 2020[11],
  - Constellation - camion couvran,t la gamme moyen tonnage et lourd (13-57 tonnes), fabriqué depuis 2005 en versions 4x2, 6x2, 6x4 et 8x2. Commercialisé dans 20 pays d'Amérique latine et d'Afrique.

- Autobus
  - Volkswagen Volksbus gamme de châssis pour autobus et autocars.

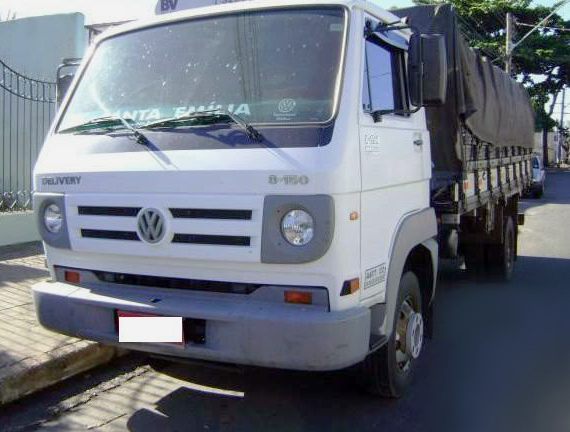
VW Delivery
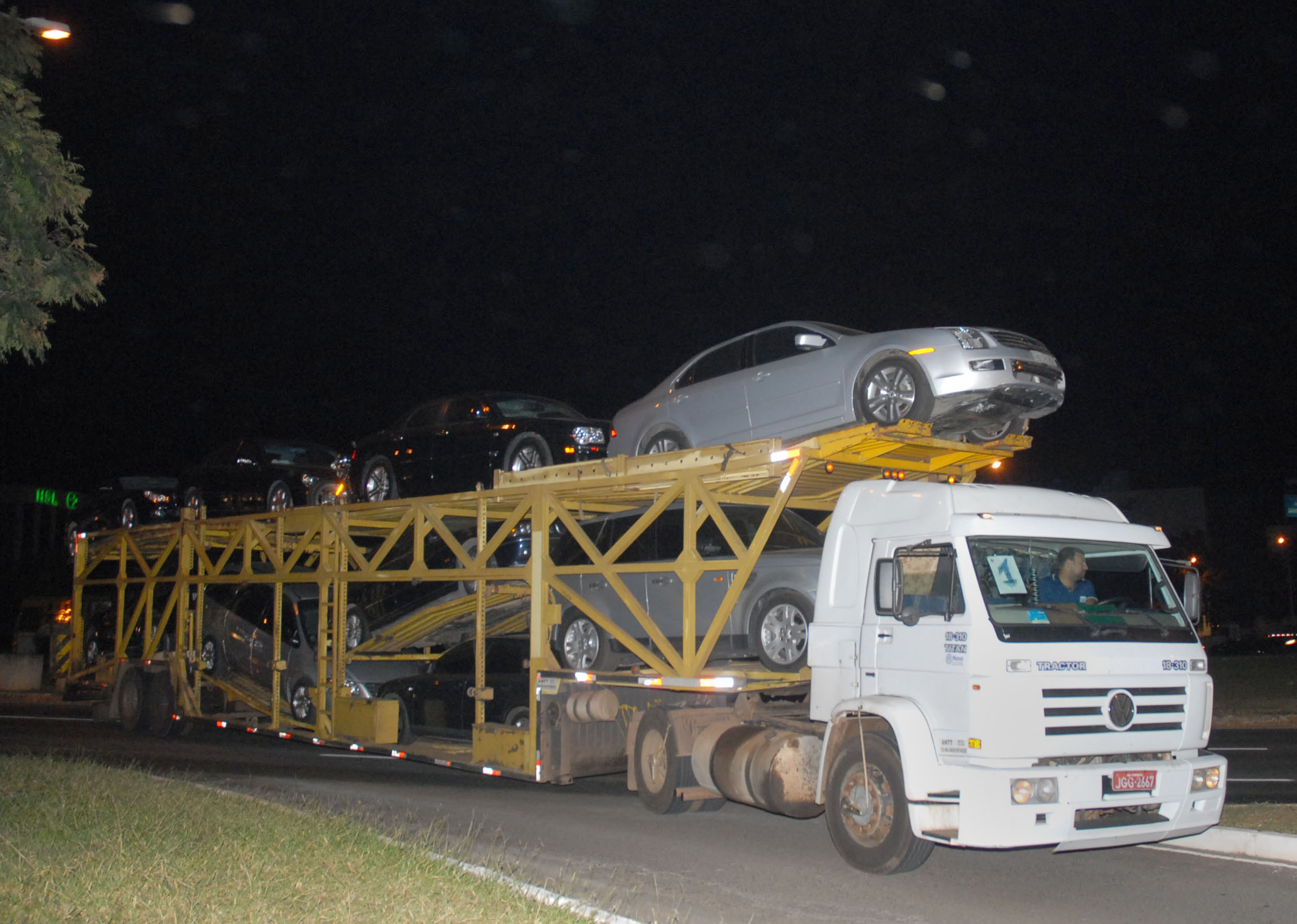
VW Worker
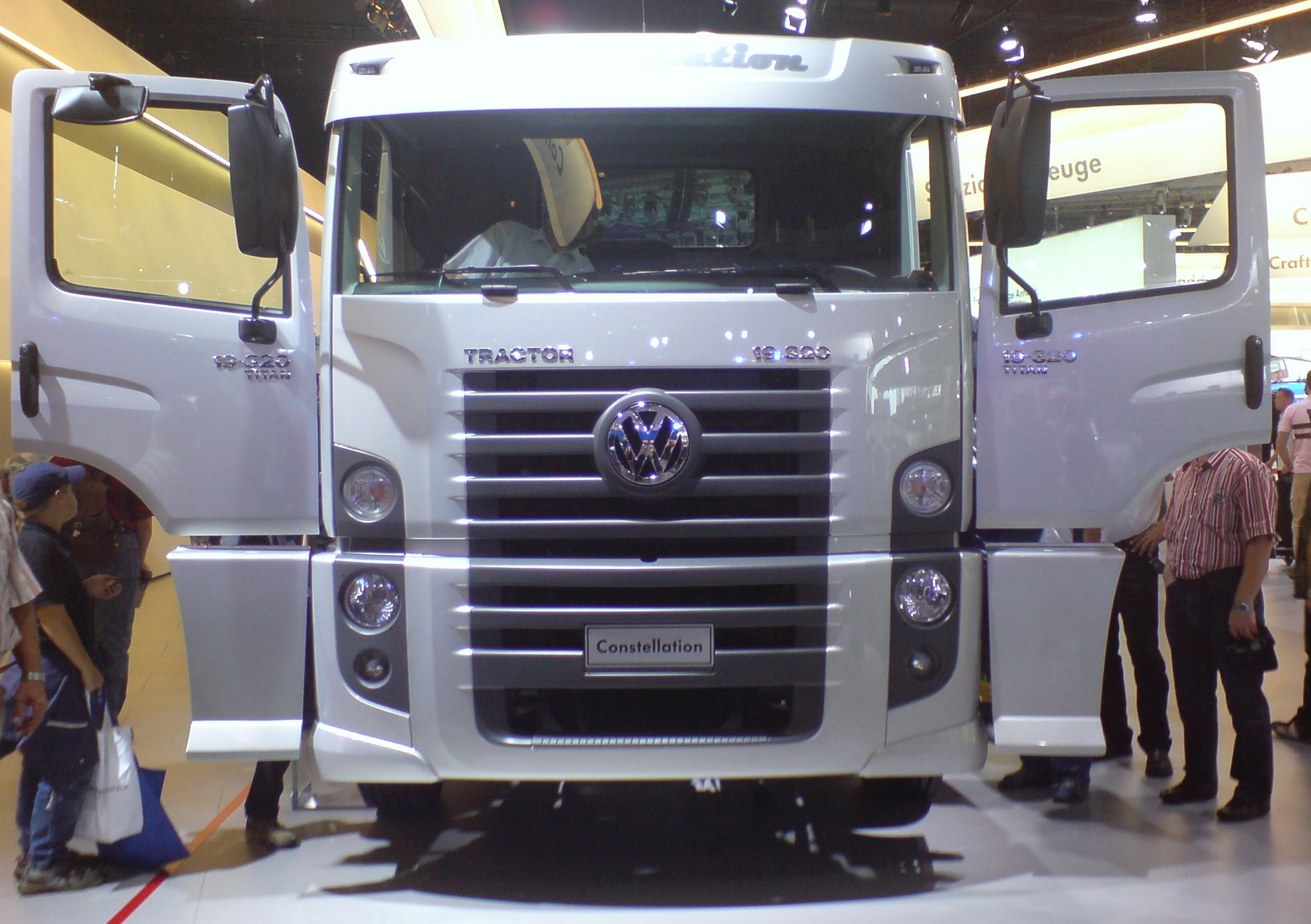
VW Constellation
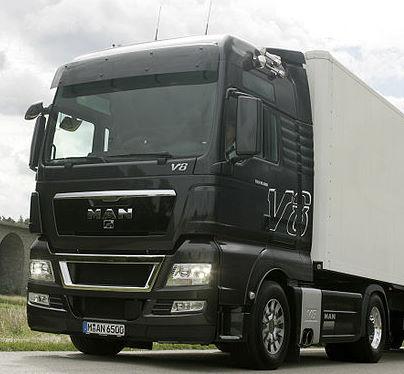
MAN TGX
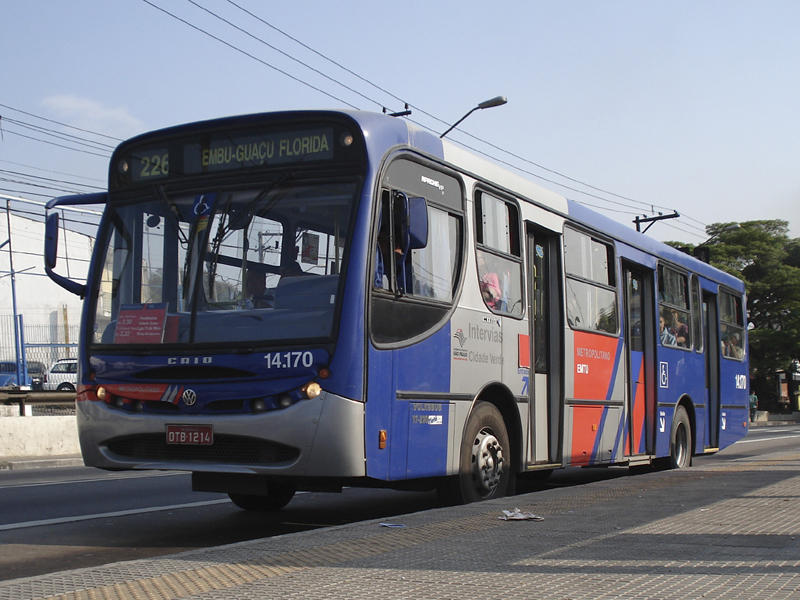
VW Volksbus

## Anciens modèles fabriqués au Brésil
- LT (1987-1996) - utilitaire (3,5 tonnes)
- L80 (1995-2000) - camion léger (7-10 tonnes),
- MAN-VW G90 (1993-1996)
- 13.130 - camion moyen tonnage (10-13 tonnes) lancé en 1981, remplacé par le Delivery I,
- Delivery I (2005-2019) - camion léger 3,5-13 tonnes[12],
- MAN TGX (2012-2021) - Le MAN TGX européen est fabriqué depuis 2005. Ce modèle était assemblé et non fabriqué au Brésil.